# Peri mystikes theologias
Peri mystikes theologias, die Mystische Theologie (griechisch Περὶ μυστικῆς θεολογίας Perí mystikēs theologías, lateinisch De mystica theologia) des Pseudo-Dionysius Areopagita, ist eine knappe, aus fünf Kapiteln bestehende Schrift in griechischer Sprache, „die die Frage nach der Erkennbarkeit“ [Gottes] „in eine aporetische Antwort führt: ‚Es gibt von ihr (d.h. von Gott als Ursache) weder Aussage noch Name noch Erkenntnis; sie ist weder Dunkel noch Licht, weder Irrtum noch Wahrheit‘ (5,150,3–5). Der einzige Weg zu Gott ist jener der mystischen Einung.“
Die Mystische Theologie ist an einen gewissen Timotheus gerichtet, mit dem vermutlich der gleichnamige, in der Bibel genannte Mitarbeiter des Paulus gemeint ist (vgl. Apg 16,1 ; Gal 2,3  u. ö.). Allerdings kann das Werk nicht in biblischer Zeit entstanden sein, da das einleitende Gebet an die Dreieinigkeit eine voll ausgebildete Trinitätslehre voraussetzt, die es im ersten Jahrhundert n. Chr. noch nicht gab. Pseudo-Dionysius Areopagita wird gewöhnlich auf das frühe 6. Jahrhundert datiert.

## Inhalt

### Kapitel 1
Thema ist das „göttliche Dunkel“, also der Umstand, dass Gottes Wesen für die menschliche Vernunft nicht zugänglich ist und deswegen auf andere Weise erfasst werden muss.
Zu Beginn wird Timotheus aufgefordert, sich „auf nicht-erkenntnismäßigem Weg […] zur Einung mit demjenigen hinauf[zuspannen], der alles Sein und Erkennen übersteigt.“   Dieser „nicht-erkenntnismäßige Weg“ wird durch die biblische Erzählung von der Gottesbegegnung des Mose auf dem Sinai illustriert (Exodus 24): Als Moses auf Gottes Befehl hin den Gipfel des Berges Sinai in einem langen Aufstieg erreicht hat, trifft er nicht auf Gott, sondern nur auf eine Wolke, was ein Gleichnis sei für Gottes „alles Begreifen übersteigende Gegenwart“, die der menschliche Geist „allenfalls (wie mit der Fußspitze berührt).“  Moses muss, um Gott wirklich zu begegnen, in die Wolke hineingehen, d. h. „in das Dunkel des Nichtwissens“. Erst „dadurch, dass jede Erkenntnistätigkeit aufhört, ist er in einem höheren Sinne mit dem vereint, der völlig unerkennbar ist, und indem er nichts mehr erkennt, erkennt er in einer Weise, die die Vernunft übersteigt.“

### Kapitel 2
Pseudo-Dionysius beschreibt in diesem Kapitel die Vorgehensweise etwas näher, die eine Annäherung an diesen Gott, der alle Dinge transzendiert, ermöglichen soll.
Er fordert dazu auf, „durch Nichtsehen und Nichterkennen“ Gott wahrzunehmen, „der unser Sehen und Erkennen übersteigt“. Dies sei zu vergleichen mit der Arbeit von Bildhauern, „die aus einem gewachsenen Steinblock eine Statue meißeln: […] durch bloßes Weghauen bringen sie […] verborgene Schönheit zum Vorschein.“ So verhalte es sich auch mit der Gotteserkenntnis durch „Verneinen“: „[…] wir streifen alles ab, um unverhüllt jenes Nichtwissen zu erkennen, das von allem Erkennbaren in der gesamten Seinswelt rings umhüllt ist.“

### Kapitel 3
Thema ist die Differenz, die zwischen dem im vorhergehenden Kapitel geforderten „Verneinen“ und den üblichen bejahenden Gottesbezeichnungen besteht.
Einleitend bezieht sich Dionysius auf die von ihm an anderer Stelle ausführlicher behandelten Versuche, Gottes Wesen durch bejahende Aussagen näher zu beschreiben. So untersuchte er in seinem Werk „Über die göttlichen Namen“, „[…] in welchem Sinn [Gott] als gut, als seiend, als Leben und Weisheit und Kraft bezeichnet wird.“  Wenn man sich jetzt dem Verneinen zuwende, um Gott näher zu kommen, so müsse man sich die Andersartigkeit dieses Vorgehens bewusst machen. Ein Aspekt dabei ist, dass man bei den bejahenden Aussagen über Gott z. T. viele Worte machen müsse; nun aber sei im Gegenteil das Bemühen um möglichst wenige Worte gefragt: „Denn je mehr wir zum Höheren hinstreben, umso mehr ersterben uns die Worte unter der zusammenfassenden Schau des nur geistig Erfassbaren. So werden wir auch jetzt, da wir in das Dunkel eintauchen, welches höher ist als unsere Vernunft, nicht (nur) in Wortkargheit, sondern in völlige Wortlosigkeit und ein Nichtwissen verfallen.“

### Kapitel 4
In den beiden knappen Abschlusskapiteln wird der Weg der Annäherung an Gott durch Verneinen auf zwei Ebenen konkretisiert. In Kapitel 4 geht es darum, dass Gott, der die Ursache alles sinnlich Wahrnehmbaren sei, deswegen selbst eben nicht zum Bereich des sinnlich Wahrnehmbaren gehöre. U.a. ist nach Dionysius Gott „kein Körper, besitzt weder Gestalt noch Form, weder Qualität noch Quantität, noch Gewicht.“

### Kapitel 5
Ebenso gehöre Gott als Ursache des Geistigen, Intelligiblen selbst auch nicht zu diesem Bereich des Geistigen: „Noch höher aufsteigend sagen wir von ihr (der Allursache) aus, dass sie weder Seele ist noch Geist; ihr ist weder Einbildungskraft, Meinung, Vernunft oder Denken zuzuschreiben, noch ist sie mit Vernunft und Denken gleichzusetzen, noch wird sie ausgesagt noch gedacht.“ Diese Verneinungen werden zu paradox wirkenden Gegenüberstellungen gesteigert: Gott ist „weder Größe noch Kleinheit, weder Gleichheit noch Ungleichheit, weder Ähnlichkeit noch Unähnlichkeit.“  Diese und weitere scheinbar widersprüchliche Verneinungen münden in Aussagen, durch die Pseudo-Dionysius seine absolut transzendente Gottesvorstellung betont zum Ausdruck bringt: „[Die Allursache] entzieht sich  jeder (Wesens-) Bestimmung, Benennung und Erkenntnis. Sie ist weder mit Finsternis noch mit Licht gleichzusetzen, weder mit Irrtum noch mit Wahrheit. Man kann ihr überhaupt weder etwas zusprechen noch absprechen. […] Denn sie, die allvollendende, einzige Ursache aller Dinge, ist ebenso jeder Bejahung überlegen, wie keine Verneinung an sie heranreicht, sie, die jeder Begrenzung schlechthin enthoben ist und alles übersteigt.“

## Rezeption
Die mystische Theologie des Pseudo-Dionysius Areopagita beeinflusste im Mittelalter zahlreiche Denker wie z. B. Meister Eckhart.  Auch heute genießt das Werk in der römisch-katholischen Kirche hohes Ansehen, z. B. im Hinblick auf den interreligiösen Dialog mit Buddhismus und Hinduismus. So würdigte der Papst Benedikt XVI. Pseudo-Dionysius während einer Audienz im Jahre 2008 folgendermaßen: „Heute gibt es eine neue Aktualität des Dionysius Areopagita: Er erscheint wie ein großer Vermittler im modernen Dialog zwischen dem Christentum und den mystischen Theologien Asiens, deren Wesensmerkmal in der Überzeugung liegt, dass man nicht sagen könne, wer Gott ist; man kann von ihm nur in negativen Formen sprechen; man kann von Gott nur mit dem »Nicht« sprechen, und nur, wenn man in diese Erfahrung des »Nicht« eintritt, gelangt man zu ihm. Und hier erkennt man eine Ähnlichkeit zwischen dem Denken des Areopagiten und jenem der asiatischen Religionen: Er kann heute ein Vermittler sein.“